# Kvænangen
Kvænangen (en sami septentrional: Návuona) és un municipi situat al comtat de Troms, Noruega. Té 1.231 habitants (2016) i la seva superfície és de 2,108.24 km².
La ruta europea E06 passa pel municipi i pel pont de Sørstraumen, i molta gent s'atura al pas de muntanya Kvænangsfjellet per veure el paisatge del fiord de Kvænangen.

## Informació general
El municipi de Kvænangen es va establir el 1863 quan es va separar del municipi de Skjervøy. La població inicial de Kvænangen era de 1677. L'1 de gener de 1965, l'àrea de Meiland (població: 12) de Skjervøy va ser traslladat a Kvænangen. L'1 de gener de 1972, l'àrea deshabitada de Mannskarvik va ser traslladada de Skjervøy a Kvænanagen.

### Nom
El nom del municipi prové del nom del fiord de Kvænangen (nòrdic antic: Kven(a)angr). El primer element és el cas genitiu plural de kven i l'últim element és angr que significa "fiord". El districte solia ser majoritàriament poblat pel poble sami.

### Escut d'armes
L'escut d'armes és modern (1990). Els braços mostren tres campanetes blaves sobre un fons gris.

### Esglésies
L'Església de Noruega té una parròquia (sokn) dins del municipi de Kvænangen. És part del deganat Nord-Troms a la Diòcesi de Nord-Hålogaland.
| Parròquia (Sokn) | Nom                 | Localització | Any de construcció |
| ---------------- | ------------------- | ------------ | ------------------ |
| Kvænangen        | Burfjord Church     | Burfjord     | 2009               |
| Kvænangen        | Església de Sekkemo | Sekkemo      | 1956               |
| Kvænangen        | Església de Skorpa  | Skorpa       | 1850               |

## Història
El municipi envolta el fiord de Kvænangen, després de la qual pren el seu nom. La població és principalment d'origen sami, encara que la població kven constitueix una minoria considerable. Les troballes arqueològiques indiquen l'activitat nòmada a la zona que es remunta a 10.000 anys.
Hi ha evidència que Kværnangen va ser el lloc d'un estat de transició entre la societat nòmada i agrícola a través del que es coneixia com a "Siida" - àrees delimitades on es va establir un habitatge permanent i els recursos naturals posat sota custòdia.
Els kvevens es van establir a la zona al segle xiii, que ocupa a si mateixos amb la pesca, la caça i l'agricultura. Amb el temps, la pesca va esdevenir una indústria primària, i la comunitat exporten peix sec a les zones del sud. Els noruecs ètnics van emigrar gradualment per facilitar el comerç i l'administració.
Les polítiques públiques de Noruega en els anys 1930 i anys posteriors a la guerra homogeneïtza els tres grups, els noruecs ètnics, Sami i kven, considerablement, fins al punt que la majoria dels residents parlen noruec al país, independentment de la seva herència ètnica. Curiosament, la majoria de la gent de Kvænangen es van declarar Sami o kven en el cens 1930. En el cens de 1950, tots menys un grapat es van declarar noruecs.
Durant l'ocupació nazi durant la Segona Guerra Mundial, un camp de treball temporal es va establir a Kvænangen. En gran part a causa de la generositat de la població local, els presos tenien molt menjar. A mesura que la Wehrmacht alemanya es va retirar a principis del 1945, la població va ser evacuada per la força, i tots els edificis van ser cremats. Avui en dia, un museu local mostra cases típiques de reconstrucció.

## Geografia

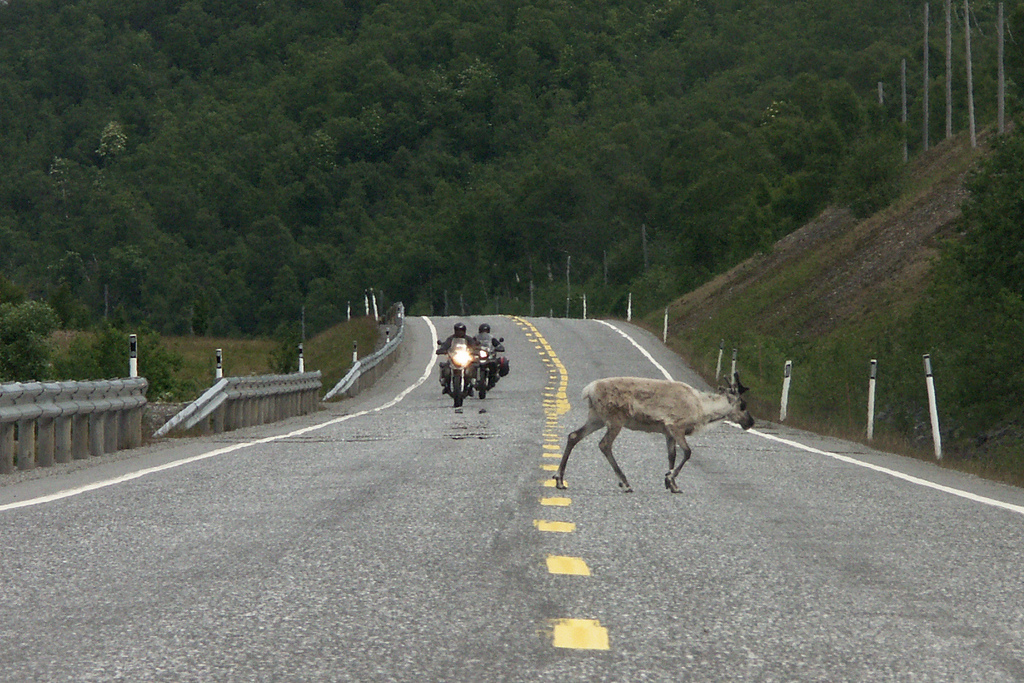
La ruta europea E06 al seu pas per Kvænangen

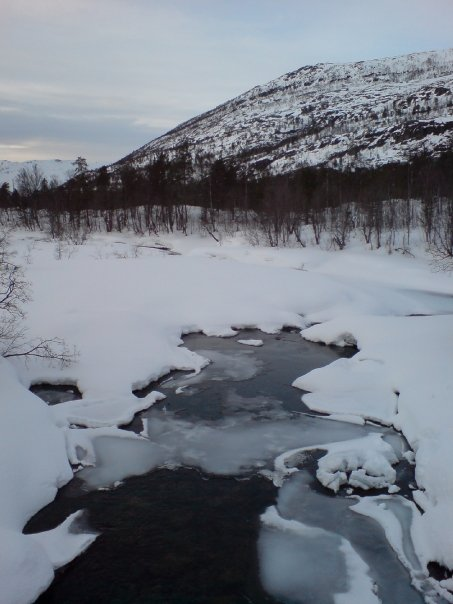
Hivern a la vall de Burfjord, Kvænangen.

El municipi té un relleu costaner i plan, que s'estén fins a Finnmark. Hi ha boscos de pins a la vall al cap del fiord, i hi ha diversos rius, el més gran dels quals és el Kvænangselva, que és tradicionalment un bon riu per a la pesca del salmó.
La glacera d'Øksfjordjøkelen es troba a la part nord del municipi, a la frontera amb Loppa. És la novena glacera més gran de la Noruega continental. El llac Šuoikkatjávri es troba a la part sud del municipi, a la frontera amb Kautokeino. La Langfjordjøkelen és una altra glacera al nord de Kvænangen.

### Clima
El clima del municipi és fred, dominat per la temporada d'hivern; un període llarg i molt fred. Hi ha relativament poques precipitacions però aquestes quan es donen són sobretot en forma de neu, i la humitat és força baixa. La Classificació climàtica de Köppen classifica aquest clima com a "DFC". (Clima sub-àrtic Continental).